# Estola kuscheli
Estola kuscheli là một loài bọ cánh cứng trong họ Cerambycidae.